# Tønde salt
En tønde salt var et gammelt dansk rummål svarende til 176 potter (eller 176,02 liter i metersystemet).